# 약제관
약제관(藥劑官)은 군대와 군병원에서 제약 등 약물에 대한 업무를 담당하는 장교이다.
특수사관에 해당하며 주로 약학대학을 졸업후 약사자격을 취득한 병역미필자들이 복무한다.
약제관은 독립된 병과가 아닌 의정병과의 일부인데 1곳의 군대나 군병원에 약제관의 수가 1명인 일이 많아 수요가 많지 않기 때문이다.